# Hotel Internacional

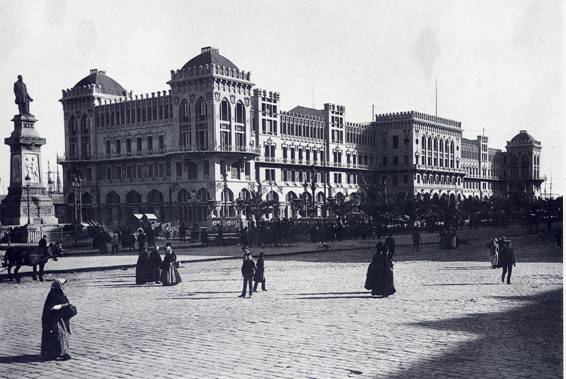
Hotel Internacional

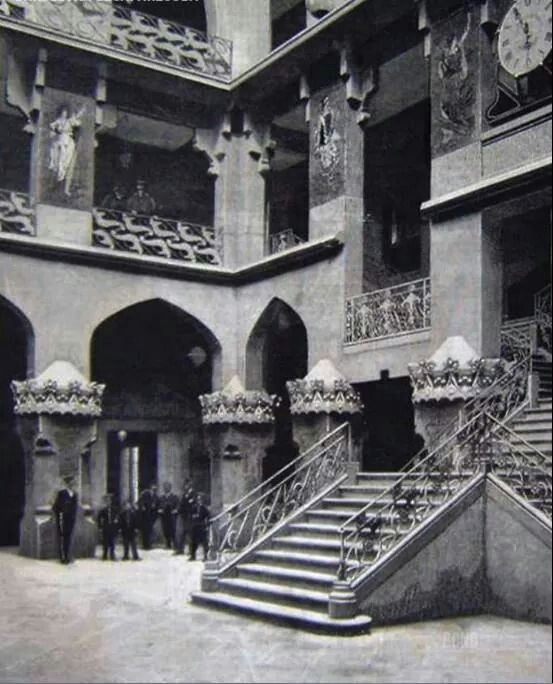
Cortile e scala principale

L'Hotel Internacional o Gran Hotel Internacional fu un edificio costruito a Barcellona dall'architetto Lluís Domènech i Montaner per ospitare i visitatori dell'Esposizione Universale del 1888.
In previsione dell'afflusso di visitatori atteso per l'Expo, l'assenza di un'offerta alberghiera adeguata resero necessaria la costruzione di un hotel secondo i principi dello svizzero César Ritz, che concepiva gli alberghi come luoghi diversi dalle locande o dagli ostelli ma come sistemazioni accoglienti con servizi in grado di far sentire il cliente come a casa propria.
L'hotel venne costruito su un terreno bonificato nel nuovo Passeig de Colom, di fronte all'edificio della Capitanía General, e la costruzione iniziò a metà del mese di dicembre 1887. Già a metà gennaio, per accelerare i lavori, si decise di lavorare di notte utilizzando diciotto grandi luci elettriche e riorganizzando le brigate del personale che in totale erano composte da 650 muratori e manovali, 100 falegnami e 40 stuccatori. In questo modo l'hotel venne completato il 14 febbraio 1888 nel tempo record di 53 giorni.
L'hotel era composto da 5 piani per un'altezza di 35 metri e una larghezza di 150 e in totale occupava un lotto di 5.000 metri quadri e poteva ospitare 2.000 ospiti in 600 camere e in 30 appartamenti per famiglie numerose. L'inaugurazione ufficiale avvenne il 5 aprile 1888 e fu aperto al pubblico il 12 aprile. 
Fin da subito l'hotel fu largamente apprezzato dai cittadini di Barcellona e da buona parte del settore intellettuale, che lo consideravano un'opera d'arte rappresentativa della nuova architettura. Tuttavia, l'hotel era stato costruito per avere una durata temporanea su un terreno prestato dal porto di Barcellona e per questo l'edificio non aveva fondamenta ma poggiava su una struttura metallica realizzata appositamente per dare stabilità. Inoltre, i materiali utilizzati nella costruzione erano destinati a una durata limitata.
Nonostante tutte queste condizioni, ancora prima del completamento dell'edificio, venne organizzato un comitato per salvare l'edificio dalla demolizione finché le Corti Generali confermarono l'ordine di demolizione, che iniziò il 1 maggio 1889, a poco più di un anno dalla sua inaugurazione.